# أولاد بنسعيد التحتاتية (عرب صباح زيز)
أولاد بنسعيد التحتاتية هي إحدى مشيخات المملكة المغربية، تتبع جغرافيا لإقليم الرشيدية وإداريًا لعرب صباح زيز. يقدر عدد سكانها بـ 2792 نسمة حسب الإحصاء الرسمي للسكان والسكنى لسنة 2004.